# 불회사
불회사는 전라남도 나주시 다도면 마산리, 덕룡산 남쪽에 있는 절이다. 대한불교조계종 제18교구 본사인 백양사의 말사이다.

## 대웅전
나주 불회사 대웅전은 상량문 및 건축수법 등으로 볼 때 1799년(정조 23년) 중건된 정면 3칸, 측면 3칸의 장식성이 돋보이는 조선후기의 화려한 다포집이다. 대한민국의 보물 제1310호로 지정되었다.

## 건칠비로자나불좌상
불회사 대웅전의 주존으로 모셔진 이 불상은 고려 말 조선 초에 특히 많이 조성된 건칠불상이다. 대한민국의 보물 제1545호로 지정되었다.

## 석장승
나주 불회사 입구에 서있는 2기의 돌장승이다. 장승은 민간신앙의 한 형태로 마을이나 사찰 입구에 세워 경계를 표시함과 동시에 잡귀의 출입을 막는 수호신의 역할을 하는데 이 장승 역시 경내의 부정을 금하는 수문신상이다. 대한민국의 중요민속문화재 제11호로 지정되었다.

## 원진국사부도
나주 불회사에 있는 원진국사의 묘탑이다. 고려 충숙왕 4년(1317)에 세워진 이 부도는 조성 연대를 확실히 알 수 있으며 고려말 부도 양식 변천을 이해하는데 중요한 학술적·역사적 가치가 있다. 전라남도의 유형문화재 제225호로 지정되었다.

## 소조보살입상
나주 불회사 소조보살입상은 본존불인 건칠불의 좌우 협시불로 15세기 초에 조성된 것으로 추정되어 조성의 연대도 빠르고 조형성도 뛰어난 편이며 고려·조선 전기를 걸쳐 오면서 조상되는 조각사적 흐름을 엿볼 수 있어 역사적, 예술적 가치가 있다. 전라남도의 유형문화재 제267호로 지정되었다.

## 비자나무와 차나무 숲
비자나무 숲은 산림유전자원 보호구역으로 지정되어 나주시에서 보호․관리하고 있으며, 편백은 채종임분으로 국립산림품종관리센터에서 자료를 조사․수집하여 데이터를 구축하고 있으며, 또한 덕룡산 자락에서 자란 자생 차나무는 불회사에서 찻잎을 채취하여 불회약차를 제다하는 등 보존가치가 있어 2016년 1월 5일 산림청장이 국가산림문화자산 제2015-0009호 나주 불회사 비자나무와 차나무 숲으로 지정하였다